# Chiesa di Santa Maria Assunta (Cropani)
La chiesa di Santa Maria Assunta, conosciuta anche come Collegiata di Santa Maria Assunta, è il principale luogo di culto cattolico del comune di Cropani. Probabilmente edificata nel XIV secolo, ma con un impianto originario di due secoli anteriore, la chiesa si configura come significativo esempio di architettura romanica in Calabria.

## Storia
Sono state avanzate diverse ipotesi sull’impianto originario dell’edificio.  La cupola, che poggia su quattro pennacchi impostati su un vano a pianta quadrata, possiede caratteristiche tipico dell'architettura bizantine. Sebbene nei dintorni di Cropani fossero presenti alcuni monasteri bizantini, non vi sono tuttavia evidenze del passaggio del rito greco nella località. Una seconda ipotesi è invece legata a una cappella voltata a botte, ora parte della sagrestia, le cui pareti presentano monofore chiuse distribuite lungo la superficie. Questo edificio potrebbe rappresentare la struttura originaria, con caratteristiche ascrivibili al XII secolo. 

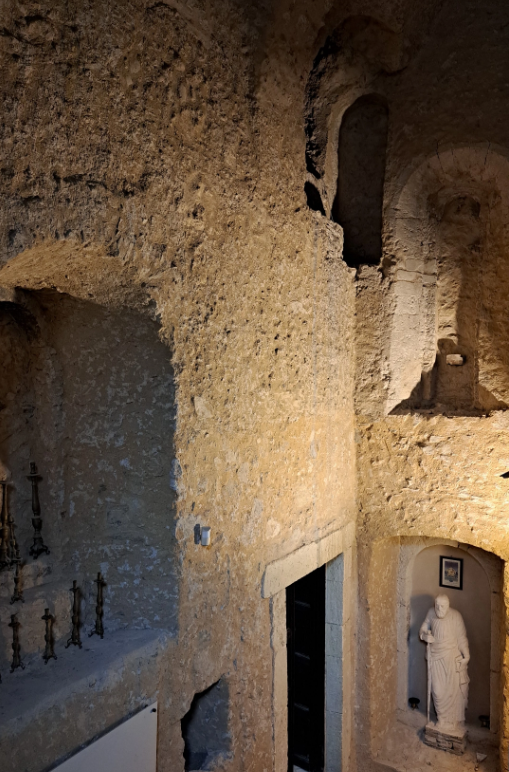
Cappella voltata nella sagrestia

Non vi sono documenti certi per quanto riguarda la costruzione dell'edificio attuale. La data più antica che si rintraccia nell'edificio è il 1545, ma è verosimile che la Chiesa esistesse da molto tempo prima. Gli storici concordano nel ritenere che la struttura attuale sia riconducibile al XIV secolo. Tuttavia, alcuni studiosi hanno evidenziato possibili influenze iberiche nel portale principale, che potrebbero suggerire una datazione di un secolo successiva (XV secolo). Con l'avvicendamento degli Aragonesi agli Angioini, nuovi linguaggi figurativi vengono infatti importanti dalla penisola iberica.  Oltre che luogo di culto, la Collegiata presenta le tipiche caratteristiche di una chiesa fortificata. L'edificio potrebbe quindi aver svolto anche il ruolo di luogo di ritrovo dei cittadini in caso di pericolo d'invasione o saccheggio, frequenti nella Calabria ionica durante il Medioevo.  
La prima torre campanaria, probabilmente coeva all’edificio del XIV secolo, fu distrutta dal terremoto del 1576. Al suo posto venne edificato un campanile in stile veneziano, riedificato più volte e originariamente alto 47 metri. 
Come molte altre costruzioni calabresi, la chiesa subì modifiche nel XVI secolo, con l’aggiunta di cappelle – tra cui quella che ospita la tomba marmorea di Antonio Sersale, datata 1594 –, la costruzione del portale laterale e di un contrafforte a gomito. Nel XVIII secolo, a seguito dei terremit che colpirono la Calabria ionica, l’interno della chiesa fu profondamente rimaneggiato, con l’introduzione di stucchi, soffitto ligneo, altare maggiore, e la maggior parte delle tele attualmente presenti.

## Descrizione

### Esterno

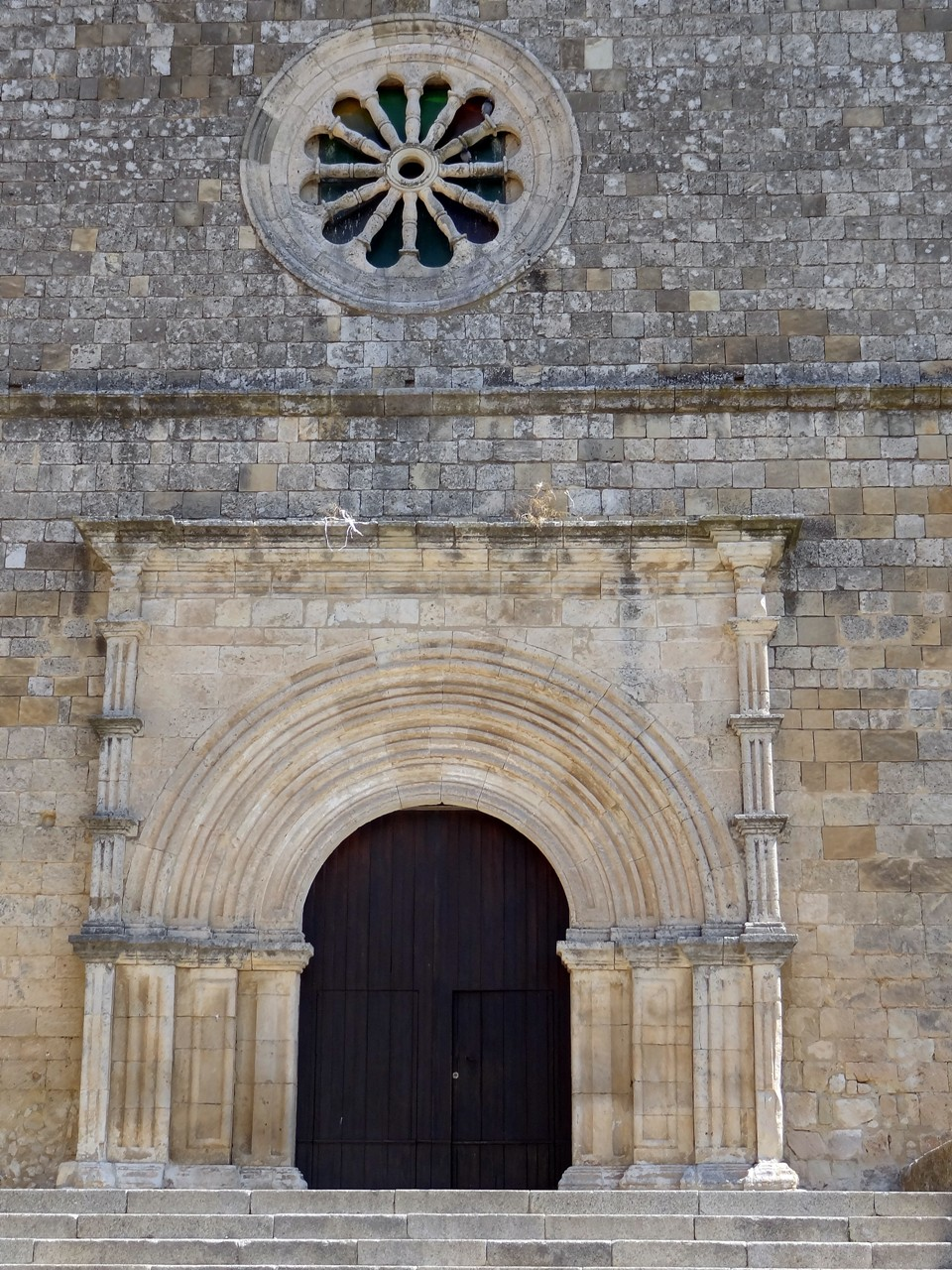
Portale principale e rosone

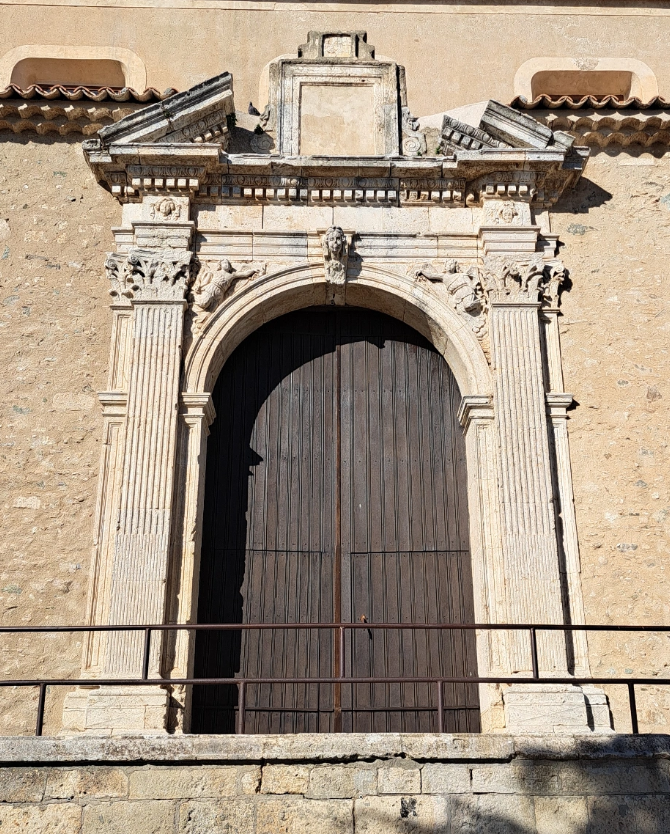
Portale laterale

La facciata principale anteposta da una gradonata in granito calabrese è costituita da blocchi di pietra arenaria, tufo calcareo e calcarenite. Questa peculiarità differenzia la Collegiata da ogni altra chiesa calabrese, riallacciandola a consuetudini del romanico abruzzese con il coronamento orizzontale a conclusione dell'ampia fronte occidentale. Il portale in tufo calcareo costituito da quattro arcate a tutto sesto rientranti e posti su tre lesene per lato, è racchiuso da altre due lesene a quattro ordini e da una cornice orizzontale. I diversi tagli dei conci che compongono il portale, non simmetrici tra loro, fanno pensare che tale struttura sia stata forze recuperata e rimontata in occasione dei vari interventi ricostruttivi che caratterizzano il manufatto. Tale ipotesi è avvalorata dal fatto che il portale non risulta in asse con la navata principale e l'intera facciata è ruotata rispetto all'asse della chiesa, quasi come se fosse stata edificata successivamente alla fondazione dell'impianto. La facciata è poi caratterizzata da un grande rosone in pietra a ruota lobata con raggiera a dodici colonnine, oggi raffigurato nello stemma del comune di Cropani. A destra è posto il campanile a base quadrata, realizzato in stile veneziano, terminante in alto con un prisma ottagonale cuspidato rivestito di maioliche. In alto, sul lato sinistro della facciata è posta una struttura tardo cinquecentesca in muratura di mattoni che ospita due campane. Poco più in basso si trova l'orologio. Tardo cinquecentesca è anche la facciata laterale caratterizzata da un portale in calcarenite di fattura belcastrese (un portale simile è infatti presente lo stesso  nel Duomo di Belcastro). Il portale è riccamente decorato con lesene scanalate, capitelli corinzi sormontati da un timpano e basamento con "gorgoneinon". Sul lato destro della facciata spicca un contrafforte realizzato come consolidamento della struttura nella ricostruzione effettuata successivamente al terremoto del 1570. La cupola il cui tamburo resta annegato nel manto di copertura della navata, è realizzata a gradoni, rivestita di coppi in cotto e ricorda le cupole bizantinemolto diffuse in Calabria.

### Interno

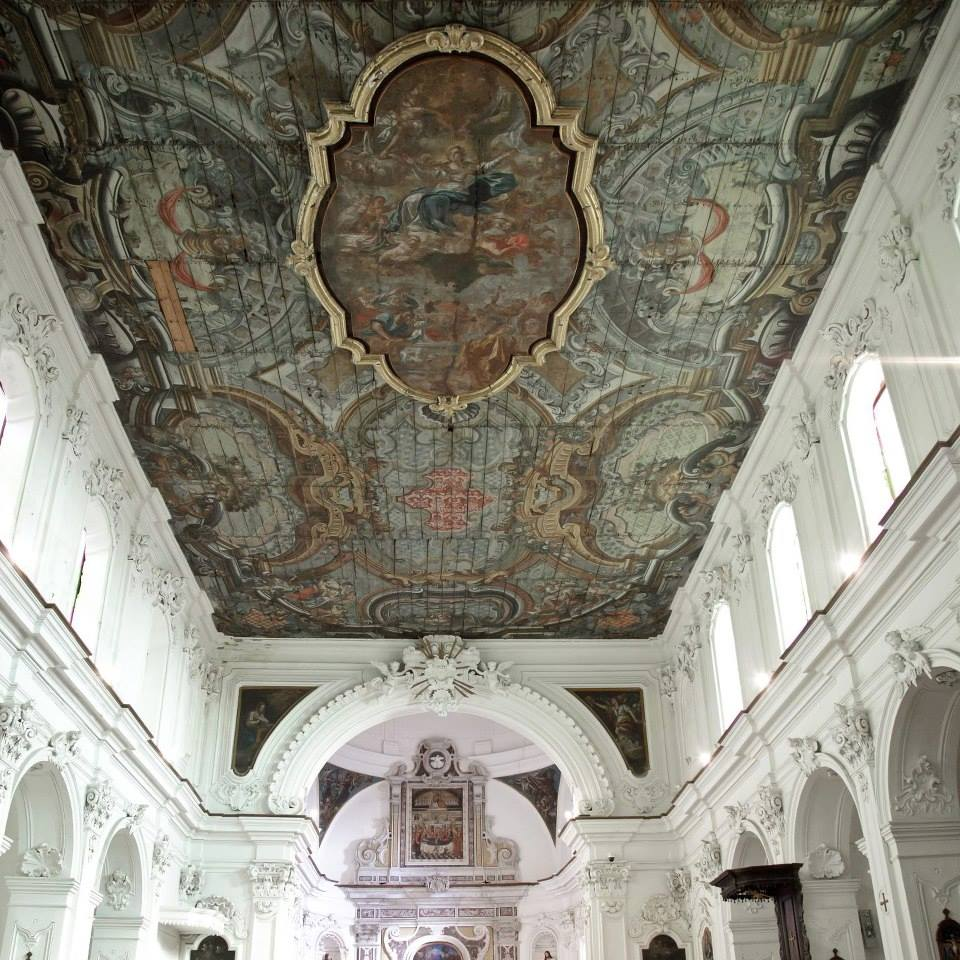
Soffitto ligneo della Collegiata

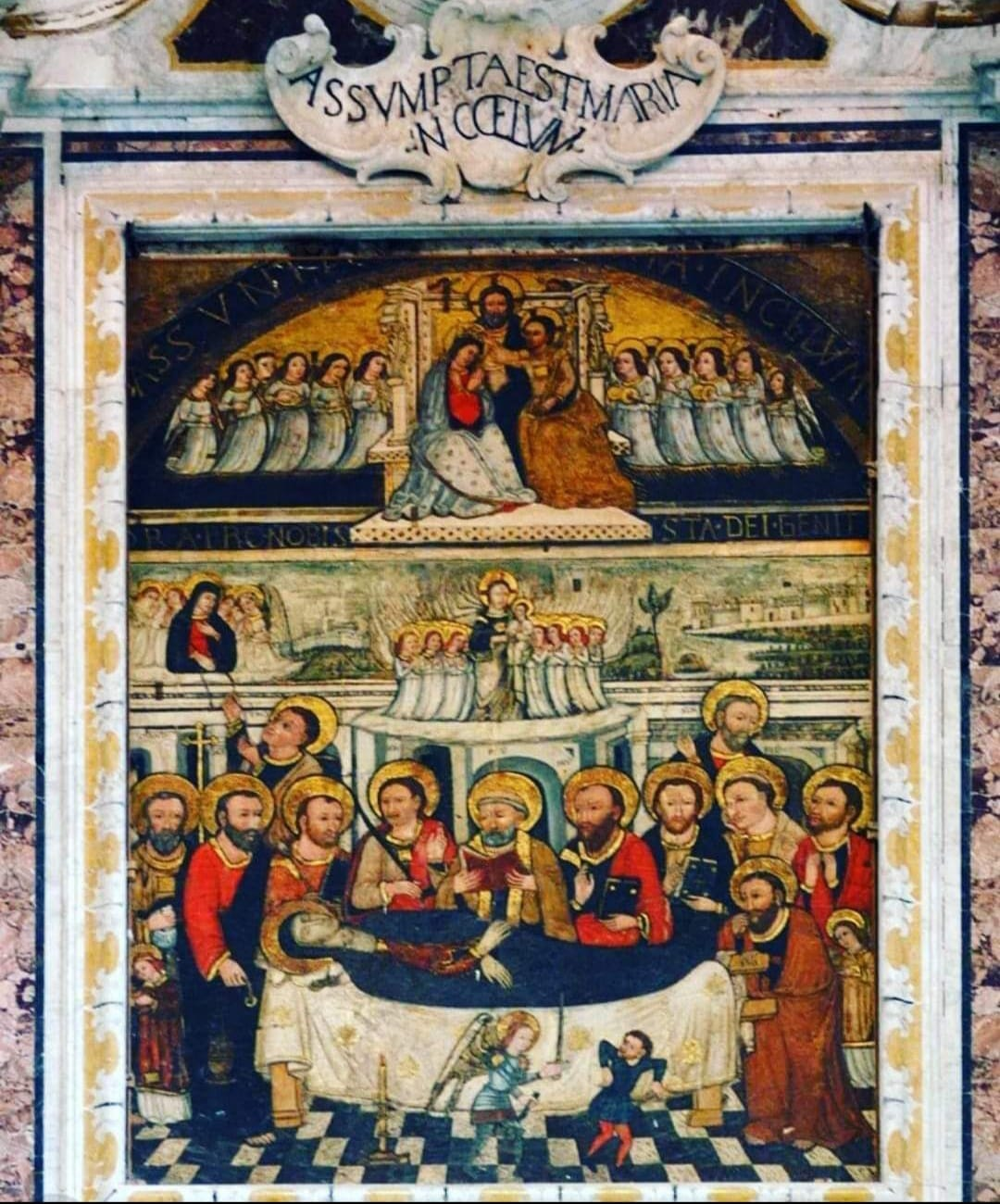
"Dormitio Virginis" conservata nella Collegiata

La Collegiata è a navata unica convergente a grande arco verso l'abside-coro a pianta quadrata. L'interno è stato in gran parte ricostruito nel XVIII secolo e presenta cinque archi laterali per lato innestati su lesene con capitelli compositi, corrispondenti a delle cappelle, tutto decorato con stucchi in stile tardo-barocco. La Collegiata custodisce notevoli opere d'arte tra cui statue, reliquie, dipinti e affreschi in stile barocco e un notevole soffitto ligneo arabescato con dipinti di Cristoforo Santanna. Al centro del soffitto troneggia la "Gloria di Maria Assunta in Cielo", tela del Settecento di forma ellissoidale realizzata da Giuseppe Pascaletti. Sempre al Santanna si deve la "Cacciata dei Venditori dal Tempio",  maestoso affresco a schermo panoramico sul muro interno del portone principale. 
L'opera di maggiore interesse artistico e storico custodita nella Collegiata è tuttavia la "Dormitio Virginis", tavola quattrocentesca in stile bizantino collocata dietro l'altare maggiore. Secondo la tradizione il dipinto sarebbe stato donato da mercanti veneziani alla comunità di Cropani, a seguito di eventi miracolosi. L'altare maggiore, realizzato in marmi policromi, è opera di SIlvestro Troccoli ed è riconducibile alla scuola napoletana del XVIII secolo. L'altare precedente doveva probabilmente includere il ciborio ligneo del XVI secolo con decorazione a foglia d'oro, oggi conservato all'ingresso della Collegiata. Dietro l'attuale altare si trova il coro ligneo a doppie panche del Settecento, destinato ai dodici canonici responsabili dell'amministrazione della chiesa. Altre opere importanti sono: la tela del Seicento intitolata "Visita di Maria ad Elisabetta", posta dietro l'altare maggiora; una statua marmorea del 1588, la "Madonna delle Grazie" di scuola gaginesca; la tela settecentesca rappresentante l Vergine tra San Marco, San Rocco e il Beato Paolo da Cropani

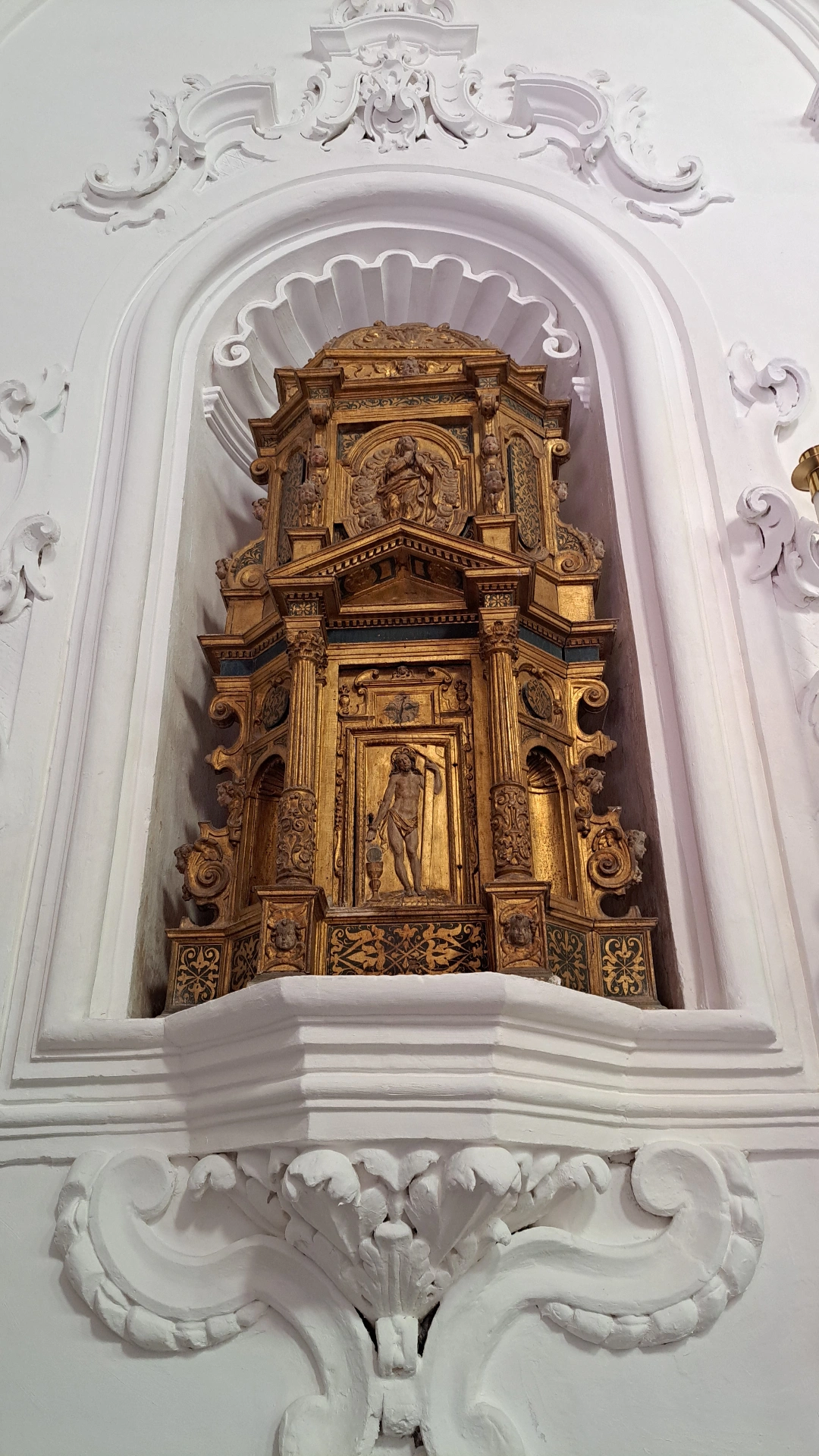
Ciborio ligneo (XVI secolo) conservato nella Collegiata

La chiesa ospita pure la preziosa reliquia della rotula di San Marco. Secondo la leggenda, riportata dallo storico Giovanni Fiore, la nave che trasportava a Venezia le reliquie di Marco evangelista, trafugate da marinai veneziani ad Alessandria d'Egitto, trovò rifugio sulle coste di Cropani. In segno di gratitudine il capitano donò alla città il frammento osseo del santo, oggi conservato nella cappella di San Sebastiano.
All'interno del duomo di Santa Maria Assunta, nel volume che compone la cappella cinquecentesca della sagrestia, è possibile visitare un piccolo museo. Esso ospita numerose opere d'arte sacra, tra le quali: reliquiari a mezzobusto scolpiti a tutto tondo, finemente decorati in foglia d'oro damaschinata risalenti al XVI secolo;  paramenti sacri settecenteschi; oltre a un interessante tabernacolo in marmo scolpito a bassorilievo risalente al 1545.